# Flybe

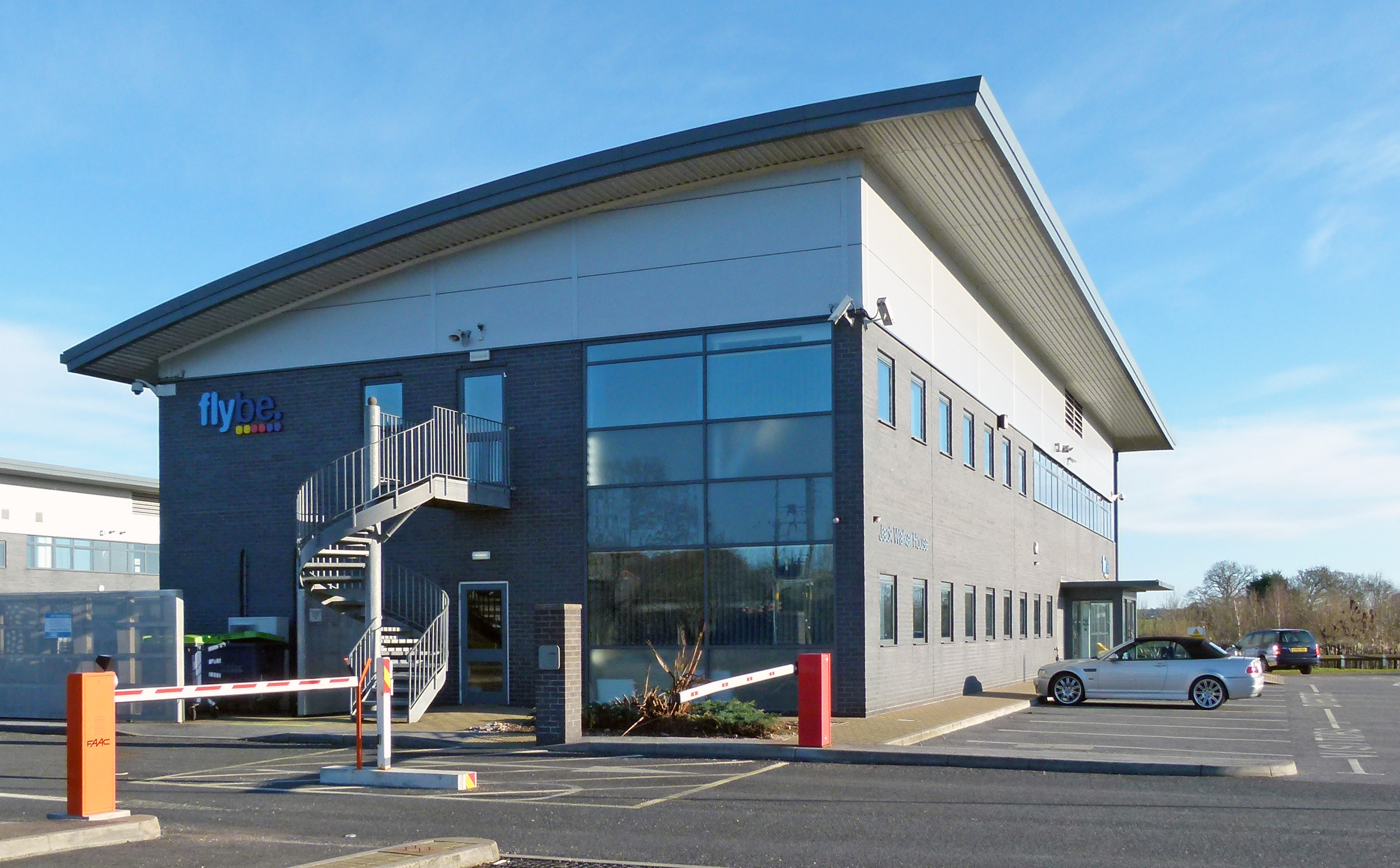
Jack Walker House, Flybe head office at Exeter International Airport

Flybe Group plc (gọi là Flybe, phiên âm là /flaɪˌbiː/) là một tập đoàn hãng hàng không khu vực chi phí thấp của Anh có trụ sở tại Exeter. Hãng hoạt động trên 180 tuyến đường đến 65 sân bay châu Âu và là hãng hàng không khu vực lớn nhất của châu Âu, vận chuyển hơn 7 triệu lượt khách trong năm 2013. Flybe Group là một công ty đại chúng và sử dụng khoảng 2.600 nhân sự.
Ra mắt vào năm 1979 dưới tên Jersey European Airways, hãng hàng không sau này được đổi tên thành British Europe (BE), và sau đó đổi thành Flybe. Hãng mua lại công ty BA Connect vào năm 2007 để tạo ra Flybe Group.
Vào ngày 10 tháng 12 năm 2010, công ty đã được niêm yết sau một đợt IPO trên thị trường chứng khoán Luân Đôn.
Vào tháng 2 năm 2019, hãng đã được bán cho tập đoàn Connect Airways, được hỗ trợ bởi Virgin Atlantic và Stobart Hàng không. Connect Airways dự định Flybe và Stobart Air sau đó đổi tên thành Virgin Connect, mặc dù họ sẽ giữ lại Chứng chỉ khai thác hàng không của riêng mình.
Vào ngày 5 tháng 3 năm 2020, hãng đã nộp đơn xin phá sản và ngừng mọi hoạt động.